# Lista de mesorregiões e microrregiões da Bahia

Mapa da Bahia mostrando seus municípios agrupados em microrregiões, que por sua vez estão agrupadas em mesorregiões.

Esta é a lista de mesorregiões e microrregiões da Bahia, estado brasileiro da Região Nordeste do país. O estado da Bahia foi dividido geograficamente pelo Instituto Brasileiro de Geografia e Estatística (IBGE) em sete mesorregiões, que por sua vez abrangiam 32 microrregiões, segundo o quadro vigente entre 1989 e 2017 que agrupava os municípios no estado.
Esses subdivisões foram aprovadas por meio da Resolução PR-52 do IBGE, de 31 de julho de 1989, institucionalizadas por meio da Resolução n.º 11 da Presidência do IBGE, de 5 de junho de 1990, e publicadas entre os anos de 1990 e 1992 sob o título Divisão do Brasil em Mesorregiões e Microrregiões Geográficas.
Em 2017, o IBGE extinguiu as mesorregiões e microrregiões, criando um novo quadro regional brasileiro, com novas divisões geográficas denominadas, respectivamente, regiões geográficas intermediárias e imediatas.

## Mesorregiões
| Mesorregião | Mesorregião                   | Código | Área (km²/2002) | Número de microrregiões | Número de municípios | Localização | Mapa                                                                    |
| ----------- | ----------------------------- | ------ | --------------- | ----------------------- | -------------------- | ----------- | ----------------------------------------------------------------------- |
|             | Extremo Oeste Baiano          | 01     | 116 786,918     | 3                       | 24                   |             | Mapa da Bahia destacando as mesorregiões do estado em diferentes cores. |
|             | Vale São-Franciscano da Bahia | 02     | 115 860,250     | 4                       | 27                   |             | Mapa da Bahia destacando as mesorregiões do estado em diferentes cores. |
|             | Centro-Norte Baiano           | 03     | 81 354,221      | 5                       | 80                   |             | Mapa da Bahia destacando as mesorregiões do estado em diferentes cores. |
|             | Nordeste Baiano               | 04     | 56 335,147      | 6                       | 60                   |             | Mapa da Bahia destacando as mesorregiões do estado em diferentes cores. |
|             | Metropolitana de Salvador     | 05     | 11 241,060      | 3                       | 38                   |             | Mapa da Bahia destacando as mesorregiões do estado em diferentes cores. |
|             | Centro-Sul Baiano             | 06     | 128 472,722     | 8                       | 118                  |             | Mapa da Bahia destacando as mesorregiões do estado em diferentes cores. |
|             | Sul Baiano                    | 07     | 54 642,351      | 3                       | 70                   |             | Mapa da Bahia destacando as mesorregiões do estado em diferentes cores. |

## Microrregiões divididas por mesorregiões
| Mesorregiões                                 | Microrregiões |
| -------------------------------------------- | --- |

Mapa da Bahia destacando as microrregiões do estado em diferentes cores.

| Mesorregião do Extremo Oeste Baiano          | - Microrregião de Barreiras - Microrregião de Cotegipe - Microrregião de Santa Maria da Vitória |
| Mesorregião do Vale São-Franciscano da Bahia | - Microrregião de Juazeiro - Microrregião de Paulo Afonso - Microrregião de Barra - Microrregião de Bom Jesus da Lapa |
| Mesorregião do Centro-Norte Baiano           | - Microrregião de Senhor do Bonfim - Microrregião de Irecê - Microrregião de Jacobina - Microrregião de Itaberaba - Microrregião de Feira de Santana                                                                                         |
| Mesorregião do Nordeste Baiano               | - Microrregião de Jeremoabo - Microrregião de Euclides da Cunha - Microrregião de Ribeira do Pombal - Microrregião de Serrinha - Microrregião de Alagoinhas - Microrregião de Entre Rios                                                     |
| Mesorregião Metropolitana de Salvador        | - Microrregião de Catu - Microrregião de Santo Antônio de Jesus - Microrregião de Salvador |
| Mesorregião do Centro-Sul Baiano             | - Microrregião de Boquira - Microrregião de Seabra - Microrregião de Jequié - Microrregião de Livramento do Brumado - Microrregião de Guanambi - Microrregião de Brumado - Microrregião de Vitória da Conquista - Microrregião de Itapetinga |
| Mesorregião do Sul Baiano                    | - Microrregião de Valença - Microrregião de Ilhéus-Itabuna - Microrregião de Porto Seguro |

### Mesorregião do Extremo Oeste Baiano
A Mesorregião do Extremo Oeste Baiano continha 3 microrregiões e 24 municípios. Destes, 7 municípios estavam na Microrregião de Barreiras, 8 na de Cotegipe e 9 na de Santa Maria da Vitória.
| Microrregião           | Código | Localização            | Municípios  |
| ---------------------- | ------ | ---------------------- | ----------- |
| Barreiras              | 001    |                        | Baianópolis |
| Barreiras              | 001    | Barreiras              |             |
| Barreiras              | 001    | Catolândia             |             |
| Barreiras              | 001    | Formosa do Rio Preto   |             |
| Barreiras              | 001    | Luís Eduardo Magalhães |             |
| Barreiras              | 001    | Riachão das Neves      |             |
| Barreiras              | 001    | São Desidério          |             |
| Cotegipe               | 002    |                        | Angical     |
| Cotegipe               | 002    | Brejolândia            |             |
| Cotegipe               | 002    | Cotegipe               |             |
| Cotegipe               | 002    | Cristópolis            |             |
| Cotegipe               | 002    | Mansidão               |             |
| Cotegipe               | 002    | Santa Rita de Cássia   |             |
| Cotegipe               | 002    | Tabocas do Brejo Velho |             |
| Cotegipe               | 002    | Wanderley              |             |
| Santa Maria da Vitória | 003    |                        | Canápolis   |
| Santa Maria da Vitória | 003    | Cocos                  |             |
| Santa Maria da Vitória | 003    | Coribe                 |             |
| Santa Maria da Vitória | 003    | Correntina             |             |
| Santa Maria da Vitória | 003    | Jaborandi              |             |
| Santa Maria da Vitória | 003    | Santa Maria da Vitória |             |
| Santa Maria da Vitória | 003    | Santana                |             |
| Santa Maria da Vitória | 003    | São Félix do Coribe    |             |
| Santa Maria da Vitória | 003    | Serra Dourada          |             |

### Mesorregião do Vale São-Franciscano da Bahia
A Mesorregião do Vale São-Franciscano da Bahia continha 4 microrregiões e 27 municípios. Destes, 7 municípios estavam na Microrregião de Barra, 6 na de Bom Jesus da Lapa, 8 na de Juazeiro e 6 na de Paulo Afonso.
| Microrregião      | Código | Localização             | Municípios              |
| ----------------- | ------ | ----------------------- | ----------------------- |
| Juazeiro          | 004    |                         | Campo Alegre de Lourdes |
| Juazeiro          | 004    | Casa Nova               |                         |
| Juazeiro          | 004    | Curaçá                  |                         |
| Juazeiro          | 004    | Juazeiro                |                         |
| Juazeiro          | 004    | Pilão Arcado            |                         |
| Juazeiro          | 004    | Remanso                 |                         |
| Juazeiro          | 004    | Sento Sé                |                         |
| Juazeiro          | 004    | Sobradinho              |                         |
| Paulo Afonso      | 005    |                         | Abaré                   |
| Paulo Afonso      | 005    | Chorrochó               |                         |
| Paulo Afonso      | 005    | Glória                  |                         |
| Paulo Afonso      | 005    | Macururé                |                         |
| Paulo Afonso      | 005    | Paulo Afonso            |                         |
| Paulo Afonso      | 005    | Rodelas                 |                         |
| Barra             | 006    |                         | Barra                   |
| Barra             | 006    | Buritirama              |                         |
| Barra             | 006    | Ibotirama               |                         |
| Barra             | 006    | Itaguaçu da Bahia       |                         |
| Barra             | 006    | Morpará                 |                         |
| Barra             | 006    | Muquém do São Francisco |                         |
| Barra             | 006    | Xique-Xique             |                         |
| Bom Jesus da Lapa | 007    |                         | Bom Jesus da Lapa       |
| Bom Jesus da Lapa | 007    | Carinhanha              |                         |
| Bom Jesus da Lapa | 007    | Feira da Mata           |                         |
| Bom Jesus da Lapa | 007    | Paratinga               |                         |
| Bom Jesus da Lapa | 007    | Serra do Ramalho        |                         |
| Bom Jesus da Lapa | 007    | Sítio do Mato           |                         |

### Mesorregião do Centro-Norte Baiano
A Mesorregião do Centro-Norte Baiano continha 5 microrregiões e 80 municípios. Destes, 24 municípios estavam na Microrregião de Feira de Santana, 19 na de Irecê, 12 na de Itaberaba, 16 na de Jacobina e 9 na de Senhor do Bonfim.
| Microrregião     | Código | Localização            | Municípios      |
| ---------------- | ------ | ---------------------- | --------------- |
| Senhor do Bonfim | 008    |                        | Andorinha       |
| Senhor do Bonfim | 008    | Antônio Gonçalves      |                 |
| Senhor do Bonfim | 008    | Campo Formoso          |                 |
| Senhor do Bonfim | 008    | Filadélfia             |                 |
| Senhor do Bonfim | 008    | Itiúba                 |                 |
| Senhor do Bonfim | 008    | Jaguarari              |                 |
| Senhor do Bonfim | 008    | Pindobaçu              |                 |
| Senhor do Bonfim | 008    | Senhor do Bonfim       |                 |
| Senhor do Bonfim | 008    | Umburanas              |                 |
| Irecê            | 009    |                        | América Dourada |
| Irecê            | 009    | Barra do Mendes        |                 |
| Irecê            | 009    | Barro Alto             |                 |
| Irecê            | 009    | Cafarnaum              |                 |
| Irecê            | 009    | Canarana               |                 |
| Irecê            | 009    | Central                |                 |
| Irecê            | 009    | Gentio do Ouro         |                 |
| Irecê            | 009    | Ibipeba                |                 |
| Irecê            | 009    | Ibititá                |                 |
| Irecê            | 009    | Iraquara               |                 |
| Irecê            | 009    | Irecê                  |                 |
| Irecê            | 009    | João Dourado           |                 |
| Irecê            | 009    | Jussara                |                 |
| Irecê            | 009    | Lapão                  |                 |
| Irecê            | 009    | Mulungu do Morro       |                 |
| Irecê            | 009    | Presidente Dutra       |                 |
| Irecê            | 009    | São Gabriel            |                 |
| Irecê            | 009    | Souto Soares           |                 |
| Irecê            | 009    | Uibaí                  |                 |
| Jacobina         | 010    |                        | Caém            |
| Jacobina         | 010    | Caldeirão Grande       |                 |
| Jacobina         | 010    | Capim Grosso           |                 |
| Jacobina         | 010    | Jacobina               |                 |
| Jacobina         | 010    | Miguel Calmon          |                 |
| Jacobina         | 010    | Mirangaba              |                 |
| Jacobina         | 010    | Morro do Chapéu        |                 |
| Jacobina         | 010    | Ourolândia             |                 |
| Jacobina         | 010    | Piritiba               |                 |
| Jacobina         | 010    | Ponto Novo             |                 |
| Jacobina         | 010    | Quixabeira             |                 |
| Jacobina         | 010    | São José do Jacuípe    |                 |
| Jacobina         | 010    | Saúde                  |                 |
| Jacobina         | 010    | Serrolândia            |                 |
| Jacobina         | 010    | Várzea do Poço         |                 |
| Jacobina         | 010    | Várzea Nova            |                 |
| Itaberaba        | 011    |                        | Baixa Grande    |
| Itaberaba        | 011    | Boa Vista do Tupim     |                 |
| Itaberaba        | 011    | Iaçu                   |                 |
| Itaberaba        | 011    | Ibiquera               |                 |
| Itaberaba        | 011    | Itaberaba              |                 |
| Itaberaba        | 011    | Lajedinho              |                 |
| Itaberaba        | 011    | Macajuba               |                 |
| Itaberaba        | 011    | Mairi                  |                 |
| Itaberaba        | 011    | Mundo Novo             |                 |
| Itaberaba        | 011    | Ruy Barbosa            |                 |
| Itaberaba        | 011    | Tapiramutá             |                 |
| Itaberaba        | 011    | Várzea da Roça         |                 |
| Feira de Santana | 012    |                        | Água Fria       |
| Feira de Santana | 012    | Anguera                |                 |
| Feira de Santana | 012    | Antônio Cardoso        |                 |
| Feira de Santana | 012    | Conceição da Feira     |                 |
| Feira de Santana | 012    | Conceição do Jacuípe   |                 |
| Feira de Santana | 012    | Coração de Maria       |                 |
| Feira de Santana | 012    | Elísio Medrado         |                 |
| Feira de Santana | 012    | Feira de Santana       |                 |
| Feira de Santana | 012    | Ipecaetá               |                 |
| Feira de Santana | 012    | Ipirá                  |                 |
| Feira de Santana | 012    | Irará                  |                 |
| Feira de Santana | 012    | Itatim                 |                 |
| Feira de Santana | 012    | Ouriçangas             |                 |
| Feira de Santana | 012    | Pedrão                 |                 |
| Feira de Santana | 012    | Pintadas               |                 |
| Feira de Santana | 012    | Rafael Jambeiro        |                 |
| Feira de Santana | 012    | Santa Bárbara          |                 |
| Feira de Santana | 012    | Santa Teresinha        |                 |
| Feira de Santana | 012    | Santanópolis           |                 |
| Feira de Santana | 012    | Santo Estêvão          |                 |
| Feira de Santana | 012    | São Gonçalo dos Campos |                 |
| Feira de Santana | 012    | Serra Preta            |                 |
| Feira de Santana | 012    | Tanquinho              |                 |
| Feira de Santana | 012    | Teodoro Sampaio        |                 |

### Mesorregião do Nordeste Baiano
A Mesorregião do Nordeste Baiano continha 6 microrregiões e 60 municípios. Destes, 9 municípios estavam na Microrregião de Alagoinhas, 5 na de Entre Rios, 9 na de Euclides da Cunha, 5 na de Jeremoabo, 14 na de Ribeira do Pombal e 18 na de Serrinha.
| Microrregião      | Código | Localização           | Municípios       |
| ----------------- | ------ | --------------------- | ---------------- |
| Jeremoabo         | 013    |                       | Coronel João Sá  |
| Jeremoabo         | 013    | Jeremoabo             |                  |
| Jeremoabo         | 013    | Pedro Alexandre       |                  |
| Jeremoabo         | 013    | Santa Brígida         |                  |
| Jeremoabo         | 013    | Sítio do Quinto       |                  |
| Euclides da Cunha | 014    |                       | Cansanção        |
| Euclides da Cunha | 014    | Canudos               |                  |
| Euclides da Cunha | 014    | Euclides da Cunha     |                  |
| Euclides da Cunha | 014    | Monte Santo           |                  |
| Euclides da Cunha | 014    | Nordestina            |                  |
| Euclides da Cunha | 014    | Queimadas             |                  |
| Euclides da Cunha | 014    | Quijingue             |                  |
| Euclides da Cunha | 014    | Tucano                |                  |
| Euclides da Cunha | 014    | Uauá                  |                  |
| Ribeira do Pombal | 015    |                       | Adustina         |
| Ribeira do Pombal | 015    | Antas                 |                  |
| Ribeira do Pombal | 015    | Banzaê                |                  |
| Ribeira do Pombal | 015    | Cícero Dantas         |                  |
| Ribeira do Pombal | 015    | Cipó                  |                  |
| Ribeira do Pombal | 015    | Fátima                |                  |
| Ribeira do Pombal | 015    | Heliópolis            |                  |
| Ribeira do Pombal | 015    | Itapicuru             |                  |
| Ribeira do Pombal | 015    | Nova Soure            |                  |
| Ribeira do Pombal | 015    | Novo Triunfo          |                  |
| Ribeira do Pombal | 015    | Olindina              |                  |
| Ribeira do Pombal | 015    | Paripiranga           |                  |
| Ribeira do Pombal | 015    | Ribeira do Amparo     |                  |
| Ribeira do Pombal | 015    | Ribeira do Pombal     |                  |
| Serrinha          | 016    |                       | Araci            |
| Serrinha          | 016    | Barrocas              |                  |
| Serrinha          | 016    | Biritinga             |                  |
| Serrinha          | 016    | Candeal               |                  |
| Serrinha          | 016    | Capela do Alto Alegre |                  |
| Serrinha          | 016    | Conceição do Coité    |                  |
| Serrinha          | 016    | Gavião                |                  |
| Serrinha          | 016    | Ichu                  |                  |
| Serrinha          | 016    | Lamarão               |                  |
| Serrinha          | 016    | Nova Fátima           |                  |
| Serrinha          | 016    | Pé de Serra           |                  |
| Serrinha          | 016    | Retirolândia          |                  |
| Serrinha          | 016    | Riachão do Jacuípe    |                  |
| Serrinha          | 016    | Santaluz              |                  |
| Serrinha          | 016    | São Domingos          |                  |
| Serrinha          | 016    | Serrinha              |                  |
| Serrinha          | 016    | Teofilândia           |                  |
| Serrinha          | 016    | Valente               |                  |
| Alagoinhas        | 017    |                       | Acajutiba        |
| Alagoinhas        | 017    | Alagoinhas            |                  |
| Alagoinhas        | 017    | Aporá                 |                  |
| Alagoinhas        | 017    | Araçás                |                  |
| Alagoinhas        | 017    | Aramari               |                  |
| Alagoinhas        | 017    | Crisópolis            |                  |
| Alagoinhas        | 017    | Inhambupe             |                  |
| Alagoinhas        | 017    | Rio Real              |                  |
| Alagoinhas        | 017    | Sátiro Dias           |                  |
| Entre Rios        | 018    |                       | Cardeal da Silva |
| Entre Rios        | 018    | Conde                 |                  |
| Entre Rios        | 018    | Entre Rios            |                  |
| Entre Rios        | 018    | Esplanada             |                  |
| Entre Rios        | 018    | Jandaíra              |                  |

### Mesorregião Metropolitana de Salvador
A Mesorregião Metropolitana de Salvador continha 3 microrregiões e 38 municípios. Destes, 7 municípios estavam na Microrregião de Catu, 10 na de Salvador e 21 na de Santo Antônio de Jesus.
| Microrregião           | Código | Localização             | Municípios       |
| ---------------------- | ------ | ----------------------- | ---------------- |
| Catu                   | 019    |                         | Amélia Rodrigues |
| Catu                   | 019    | Catu                    |                  |
| Catu                   | 019    | Itanagra                |                  |
| Catu                   | 019    | Mata de São João        |                  |
| Catu                   | 019    | Pojuca                  |                  |
| Catu                   | 019    | São Sebastião do Passé  |                  |
| Catu                   | 019    | Terra Nova              |                  |
| Santo Antônio de Jesus | 020    |                         | Aratuípe         |
| Santo Antônio de Jesus | 020    | Cabaceiras do Paraguaçu |                  |
| Santo Antônio de Jesus | 020    | Cachoeira               |                  |
| Santo Antônio de Jesus | 020    | Castro Alves            |                  |
| Santo Antônio de Jesus | 020    | Conceição do Almeida    |                  |
| Santo Antônio de Jesus | 020    | Cruz das Almas          |                  |
| Santo Antônio de Jesus | 020    | Dom Macedo Costa        |                  |
| Santo Antônio de Jesus | 020    | Governador Mangabeira   |                  |
| Santo Antônio de Jesus | 020    | Jaguaripe               |                  |
| Santo Antônio de Jesus | 020    | Maragogipe              |                  |
| Santo Antônio de Jesus | 020    | Muniz Ferreira          |                  |
| Santo Antônio de Jesus | 020    | Muritiba                |                  |
| Santo Antônio de Jesus | 020    | Nazaré                  |                  |
| Santo Antônio de Jesus | 020    | Salinas da Margarida    |                  |
| Santo Antônio de Jesus | 020    | Santo Amaro             |                  |
| Santo Antônio de Jesus | 020    | Santo Antônio de Jesus  |                  |
| Santo Antônio de Jesus | 020    | São Felipe              |                  |
| Santo Antônio de Jesus | 020    | São Félix               |                  |
| Santo Antônio de Jesus | 020    | Sapeaçu                 |                  |
| Santo Antônio de Jesus | 020    | Saubara                 |                  |
| Santo Antônio de Jesus | 020    | Varzedo                 |                  |
| Salvador               | 021    |                         | Camaçari         |
| Salvador               | 021    | Candeias                |                  |
| Salvador               | 021    | Dias d'Ávila            |                  |
| Salvador               | 021    | Itaparica               |                  |
| Salvador               | 021    | Lauro de Freitas        |                  |
| Salvador               | 021    | Madre de Deus           |                  |
| Salvador               | 021    | Salvador                |                  |
| Salvador               | 021    | São Francisco do Conde  |                  |
| Salvador               | 021    | Simões Filho            |                  |
| Salvador               | 021    | Vera Cruz               |                  |

### Mesorregião do Centro-Sul Baiano
A Mesorregião do Centro-Sul Baiano continha 8 microrregiões e 118 municípios. Destes, 11 municípios estavam na Microrregião de Boquira, 14 na de Brumado, 18 na de Guanambi, 9 na de Itapetinga, 26 na de Jequié, 5 na de Brumado, 18 na de Seabra e 17 na de Vitória da Conquista.
| Microrregião          | Código | Localização                 | Municípios   |
| --------------------- | ------ | --------------------------- | ------------ |
| Boquira               | 022    |                             | Boquira      |
| Boquira               | 022    | Botuporã                    |              |
| Boquira               | 022    | Brotas de Macaúbas          |              |
| Boquira               | 022    | Caturama                    |              |
| Boquira               | 022    | Ibipitanga                  |              |
| Boquira               | 022    | Ibitiara                    |              |
| Boquira               | 022    | Ipupiara                    |              |
| Boquira               | 022    | Macaúbas                    |              |
| Boquira               | 022    | Novo Horizonte              |              |
| Boquira               | 022    | Oliveira dos Brejinhos      |              |
| Boquira               | 022    | Tanque Novo                 |              |
| Seabra                | 023    |                             | Abaíra       |
| Seabra                | 023    | Andaraí                     |              |
| Seabra                | 023    | Barra da Estiva             |              |
| Seabra                | 023    | Boninal                     |              |
| Seabra                | 023    | Bonito                      |              |
| Seabra                | 023    | Contendas do Sincorá        |              |
| Seabra                | 023    | Ibicoara                    |              |
| Seabra                | 023    | Itaetê                      |              |
| Seabra                | 023    | Jussiape                    |              |
| Seabra                | 023    | Lençóis                     |              |
| Seabra                | 023    | Mucugê                      |              |
| Seabra                | 023    | Nova Redenção               |              |
| Seabra                | 023    | Palmeiras                   |              |
| Seabra                | 023    | Piatã                       |              |
| Seabra                | 023    | Rio de Contas               |              |
| Seabra                | 023    | Seabra                      |              |
| Seabra                | 023    | Utinga                      |              |
| Seabra                | 023    | Wagner                      |              |
| Jequié                | 024    |                             | Aiquara      |
| Jequié                | 024    | Amargosa                    |              |
| Jequié                | 024    | Apuarema                    |              |
| Jequié                | 024    | Brejões                     |              |
| Jequié                | 024    | Cravolândia                 |              |
| Jequié                | 024    | Irajuba                     |              |
| Jequié                | 024    | Iramaia                     |              |
| Jequié                | 024    | Itagi                       |              |
| Jequié                | 024    | Itaquara                    |              |
| Jequié                | 024    | Itiruçu                     |              |
| Jequié                | 024    | Jaguaquara                  |              |
| Jequié                | 024    | Jequié                      |              |
| Jequié                | 024    | Jiquiriçá                   |              |
| Jequié                | 024    | Jitaúna                     |              |
| Jequié                | 024    | Lafaiete Coutinho           |              |
| Jequié                | 024    | Laje                        |              |
| Jequié                | 024    | Lagedo do Tabocal           |              |
| Jequié                | 024    | Maracás                     |              |
| Jequié                | 024    | Marcionílio Souza           |              |
| Jequié                | 024    | Milagres                    |              |
| Jequié                | 024    | Mutuípe                     |              |
| Jequié                | 024    | Nova Itarana                |              |
| Jequié                | 024    | Planaltino                  |              |
| Jequié                | 024    | Santa Inês                  |              |
| Jequié                | 024    | São Miguel das Matas        |              |
| Jequié                | 024    | Ubaíra                      |              |
| Livramento do Brumado | 025    |                             | Dom Basílio  |
| Livramento do Brumado | 025    | Érico Cardoso               |              |
| Livramento do Brumado | 025    | Livramento de Nossa Senhora |              |
| Livramento do Brumado | 025    | Paramirim                   |              |
| Livramento do Brumado | 025    | Rio do Pires                |              |
| Guanambi              | 026    |                             | Caculé       |
| Guanambi              | 026    | Caetité                     |              |
| Guanambi              | 026    | Candiba                     |              |
| Guanambi              | 026    | Guanambi                    |              |
| Guanambi              | 026    | Ibiassucê                   |              |
| Guanambi              | 026    | Igaporã                     |              |
| Guanambi              | 026    | Iuiú                        |              |
| Guanambi              | 026    | Jacaraci                    |              |
| Guanambi              | 026    | Lagoa Real                  |              |
| Guanambi              | 026    | Licínio de Almeida          |              |
| Guanambi              | 026    | Malhada                     |              |
| Guanambi              | 026    | Matina                      |              |
| Guanambi              | 026    | Mortugaba                   |              |
| Guanambi              | 026    | Palmas de Monte Alto        |              |
| Guanambi              | 026    | Pindaí                      |              |
| Guanambi              | 026    | Riacho de Santana           |              |
| Guanambi              | 026    | Sebastião Laranjeiras       |              |
| Guanambi              | 026    | Urandi                      |              |
| Brumado               | 027    |                             | Aracatu      |
| Brumado               | 027    | Brumado                     |              |
| Brumado               | 027    | Caraíbas                    |              |
| Brumado               | 027    | Condeúba                    |              |
| Brumado               | 027    | Cordeiros                   |              |
| Brumado               | 027    | Guajeru                     |              |
| Brumado               | 027    | Ituaçu                      |              |
| Brumado               | 027    | Maetinga                    |              |
| Brumado               | 027    | Malhada de Pedras           |              |
| Brumado               | 027    | Piripá                      |              |
| Brumado               | 027    | Presidente Jânio Quadros    |              |
| Brumado               | 027    | Rio do Antônio              |              |
| Brumado               | 027    | Tanhaçu                     |              |
| Brumado               | 027    | Tremedal                    |              |
| Vitória da Conquista  | 028    |                             | Anagé        |
| Vitória da Conquista  | 028    | Barra do Choça              |              |
| Vitória da Conquista  | 028    | Belo Campo                  |              |
| Vitória da Conquista  | 028    | Boa Nova                    |              |
| Vitória da Conquista  | 028    | Bom Jesus da Serra          |              |
| Vitória da Conquista  | 028    | Caatiba                     |              |
| Vitória da Conquista  | 028    | Caetanos                    |              |
| Vitória da Conquista  | 028    | Cândido Sales               |              |
| Vitória da Conquista  | 028    | Dário Meira                 |              |
| Vitória da Conquista  | 028    | Ibicuí                      |              |
| Vitória da Conquista  | 028    | Iguaí                       |              |
| Vitória da Conquista  | 028    | Manoel Vitorino             |              |
| Vitória da Conquista  | 028    | Mirante                     |              |
| Vitória da Conquista  | 028    | Nova Canaã                  |              |
| Vitória da Conquista  | 028    | Planalto                    |              |
| Vitória da Conquista  | 028    | Poções                      |              |
| Vitória da Conquista  | 028    | Vitória da Conquista        |              |
| Itapetinga            | 029    |                             | Encruzilhada |
| Itapetinga            | 029    | Itambé                      |              |
| Itapetinga            | 029    | Itapetinga                  |              |
| Itapetinga            | 029    | Itarantim                   |              |
| Itapetinga            | 029    | Itororó                     |              |
| Itapetinga            | 029    | Macarani                    |              |
| Itapetinga            | 029    | Maiquinique                 |              |
| Itapetinga            | 029    | Potiraguá                   |              |
| Itapetinga            | 029    | Ribeirão do Largo           |              |

### Mesorregião do Sul Baiano
A Mesorregião do Sul Baiano continha 3 microrregiões e 70 municípios. Destes, 41 municípios estavam na Microrregião de Ilhéus-Itabuna, 19 na de Porto Seguro e 10 na de Valença.
| Microrregião   | Código | Localização               | Municípios |
| -------------- | ------ | ------------------------- | ---------- |
| Valença        | 030    |                           | Cairu      |
| Valença        | 030    | Camamu                    |            |
| Valença        | 030    | Igrapiúna                 |            |
| Valença        | 030    | Ituberá                   |            |
| Valença        | 030    | Maraú                     |            |
| Valença        | 030    | Nilo Peçanha              |            |
| Valença        | 030    | Piraí do Norte            |            |
| Valença        | 030    | Presidente Tancredo Neves |            |
| Valença        | 030    | Taperoá                   |            |
| Valença        | 030    | Valença                   |            |
| Ilhéus-Itabuna | 031    |                           | Almadina   |
| Ilhéus-Itabuna | 031    | Arataca                   |            |
| Ilhéus-Itabuna | 031    | Aurelino Leal             |            |
| Ilhéus-Itabuna | 031    | Barra do Rocha            |            |
| Ilhéus-Itabuna | 031    | Barro Preto               |            |
| Ilhéus-Itabuna | 031    | Belmonte                  |            |
| Ilhéus-Itabuna | 031    | Buerarema                 |            |
| Ilhéus-Itabuna | 031    | Camacan                   |            |
| Ilhéus-Itabuna | 031    | Canavieiras               |            |
| Ilhéus-Itabuna | 031    | Coaraci                   |            |
| Ilhéus-Itabuna | 031    | Firmino Alves             |            |
| Ilhéus-Itabuna | 031    | Floresta Azul             |            |
| Ilhéus-Itabuna | 031    | Gandu                     |            |
| Ilhéus-Itabuna | 031    | Gongogi                   |            |
| Ilhéus-Itabuna | 031    | Ibicaraí                  |            |
| Ilhéus-Itabuna | 031    | Ibirapitanga              |            |
| Ilhéus-Itabuna | 031    | Ibirataia                 |            |
| Ilhéus-Itabuna | 031    | Ilhéus                    |            |
| Ilhéus-Itabuna | 031    | Ipiaú                     |            |
| Ilhéus-Itabuna | 031    | Itabuna                   |            |
| Ilhéus-Itabuna | 031    | Itacaré                   |            |
| Ilhéus-Itabuna | 031    | Itagibá                   |            |
| Ilhéus-Itabuna | 031    | Itaju do Colônia          |            |
| Ilhéus-Itabuna | 031    | Itajuípe                  |            |
| Ilhéus-Itabuna | 031    | Itamari                   |            |
| Ilhéus-Itabuna | 031    | Itapé                     |            |
| Ilhéus-Itabuna | 031    | Itapebi                   |            |
| Ilhéus-Itabuna | 031    | Itapitanga                |            |
| Ilhéus-Itabuna | 031    | Jussari                   |            |
| Ilhéus-Itabuna | 031    | Mascote                   |            |
| Ilhéus-Itabuna | 031    | Nova Ibiá                 |            |
| Ilhéus-Itabuna | 031    | Pau Brasil                |            |
| Ilhéus-Itabuna | 031    | Santa Cruz da Vitória     |            |
| Ilhéus-Itabuna | 031    | Santa Luzia               |            |
| Ilhéus-Itabuna | 031    | São José da Vitória       |            |
| Ilhéus-Itabuna | 031    | Teolândia                 |            |
| Ilhéus-Itabuna | 031    | Ubaitaba                  |            |
| Ilhéus-Itabuna | 031    | Ubatã                     |            |
| Ilhéus-Itabuna | 031    | Una                       |            |
| Ilhéus-Itabuna | 031    | Uruçuca                   |            |
| Ilhéus-Itabuna | 031    | Wenceslau Guimarães       |            |
| Porto Seguro   | 032    |                           | Alcobaça   |
| Porto Seguro   | 032    | Caravelas                 |            |
| Porto Seguro   | 032    | Eunápolis                 |            |
| Porto Seguro   | 032    | Guaratinga                |            |
| Porto Seguro   | 032    | Ibirapuã                  |            |
| Porto Seguro   | 032    | Itabela                   |            |
| Porto Seguro   | 032    | Itagimirim                |            |
| Porto Seguro   | 032    | Itamaraju                 |            |
| Porto Seguro   | 032    | Itanhém                   |            |
| Porto Seguro   | 032    | Jucuruçu                  |            |
| Porto Seguro   | 032    | Lajedão                   |            |
| Porto Seguro   | 032    | Medeiros Neto             |            |
| Porto Seguro   | 032    | Mucuri                    |            |
| Porto Seguro   | 032    | Nova Viçosa               |            |
| Porto Seguro   | 032    | Porto Seguro              |            |
| Porto Seguro   | 032    | Prado                     |            |
| Porto Seguro   | 032    | Santa Cruz Cabrália       |            |
| Porto Seguro   | 032    | Teixeira de Freitas       |            |
| Porto Seguro   | 032    | Vereda                    |            |